# Vânju Mare
Vânju Mare és una petita ciutat situada al comtat de Mehedinți (Romania). La ciutat administra quatre pobles: Bucura, Nicolae Bălcescu, Orevița Mare i Traian. Es troba a la regió històrica d'Oltènia.
Segons estimació 2012 comptava amb una població de 6.177 habitants.

## Fills il·lustres
- Victor Gomoiu - cirurgià, historiador i polític mèdic
- Dan Iordăchescu - baríton
- Liliana Năstase: corredora de pista
- Flavius Stoican: futbolista i gestor de futbol